# Anna, quel particolare piacere
Anna, quel particolare piacere è un film del 1973 diretto da Giuliano Carnimeo.

## Trama
La giovane e bella Anna si lega a Guido, narcotrafficante invischiato in giri loschi della mafia a Milano. In stato interessante, la donna si rifiuta di abortire e dà alla luce Paolo, un bambino malato e bisognoso di cure continue. Durante una delle tante detenzioni di Guido, Anna conosce Lorenzo, chirurgo milanese di fama mondiale: l'uomo salva la vita a Paolo con un delicato intervento. Uscito dal carcere, Guido, cerca di ostacolare in tutti i modi la relazione sentimentale nata nel frattempo fra Lorenzo ed Anna. La donna, esasperata dai continui agguati di Guido, reagisce uccidendo a colpi di pistola l'uomo che però, prima di morire, riesce a ferirla. Operata d'urgenza, Anna perde la vita, e Lorenzo adotta Paolo secondo la volontà di Anna.

## Produzione
La pellicola rientra nel filone poliziottesco ed è stata girata per gli interni a Roma e per gli esterni tra Milano e Bergamo.

## Distribuzione
Il film venne distribuito nel circuito cinematografico italiano il 27 novembre 1973.
Venne in seguito distribuito anche in Turchia (16 dicembre 1974), Danimarca (17 febbraio 1975) e Francia (6 maggio 1977).

## Accoglienza

### Incassi
Il film risultò il 94° miglior incasso registrato in Italia nella stagione cinematografica 1973-1974.